# Ruth von der Leyen

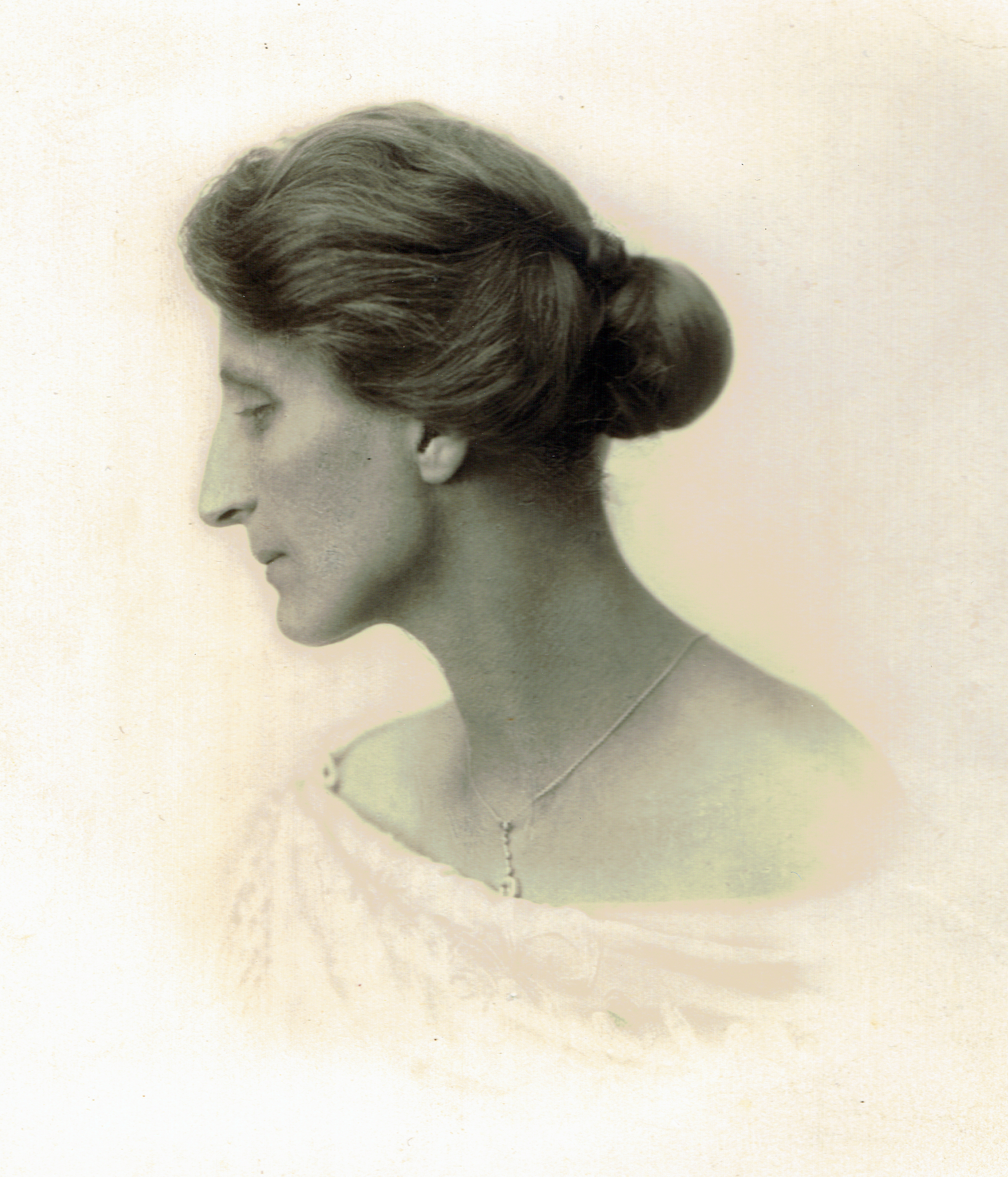
Ruth von der Leyen, um 1925

Ruth Ida von der Leyen (* 4. Januar 1888 in Charlottenburg; † 10. Juli 1935 in Berlin) war eine Reformerin der Psychopathenfürsorge in Deutschland.

## Leben und Wirken
Ruth Ida entstammte der Familie von der Leyen, die in Krefeld die Seidenindustrie begründete. Sie war das jüngste Kind des preußischen Wirklichen Geheimen Oberregierungsrats und Honorarprofessors für Eisenbahnrecht an der Berliner Friedrich-Wilhelms-Universität Alfred von der Leyen (1844–1934) und dessen Ehefrau Luise Isabella, geborene Kapp, Tochter des Friedrich Kapp. Bildung, Musikpflege, Theaterbesuche und Reisen standen im Mittelpunkt des Familienlebens. Sie wurde von Privatlehrern unterrichtet und besuchte ein vornehmes Mädchenpensionat. Eigentlich wollte sie Opern-, Lied-, Oratorien- und Konzertsängerin werden. Während ihrer siebenjährigen musikalischen Ausbildung entdeckte sie ihre Neigung für die „soziale Hilfsarbeit“ und betätigte sich in Berlin in den „Mädchen- und Frauengruppen für soziale Hilfsarbeit“. Von 1912 bis 1913 absolvierte sie die Soziale Frauenschule, welche von Alice Salomon geleitet und ins Leben gerufen wurde. Mit dieser Entscheidung unterschied sie sich von anderen jungen Frauen aus begüterten Familien denen es in der Regel nicht erlaubt war, eine Ausbildung aufzunehmen. Der liberale Geist in der Familie, der auch den Töchtern eine gute Ausbildung ermöglichte, ist wohl der Tatsache geschuldet, dass der Vater aktiv an der Revolution von 1848 beteiligt war und deshalb in die USA emigrieren musste. Ebenso wichtig war aber wohl auch der Einfluss der Mutter, die als US-Amerikanerin keine Vorbehalte gegenüber der Berufstätigkeit von Frauen hatte. Die Schwester Ruths, Else Rosenthal, geb. von der Leyen, gehörte zu den ersten Frauen, die in Deutschland als Ärztinnen zugelassen wurden.
Als ausgebildete Wohlfahrtspflegerin arbeitete sie in der Deutschen Zentrale für Jugendfürsorge, geleitet von Frieda Duensing. Dort wurde ihr in Personalunion mit Elsa von Liszt die Abteilung Jugendgerichtshilfe übertragen. In dieser Funktion beschäftigte sie sich insbesondere mit der Frage, inwieweit eine 'abnorme Anlage' als Ursache von jugendlicher Kriminalität, Verhaltensauffälligkeiten und Erziehungsschwierigkeiten anzusehen und in welchem Umfang pädagogische Maßnahmen zu deren Vorbeugung oder Beseitigung geeignet seien.
Unter ihrer Mitwirkung und in enger Zusammenarbeit mit dem Psychiater Franz Max Albert Kramer wurde 1918 der Deutsche Verein zur Fürsorge für jugendliche Psychopathen gegründet, dem sie als Geschäftsführerin vorstand, wie auch ab 1921, bis zu ihrem Tod, der Deutschen Zentrale für Jugendfürsorge. Zusätzlich war Ruth von der Leyen 1923, nach dem Tod von Johannes Trüper, Mitherausgeberin der renommierten Zeitschrift für Kinderforschung. Zusammen mit Max Isserlin und Rupert Egenberger war sie außerdem im Vorstand der Gesellschaft für Heilpädagogik(GfH). Ferner unterrichtete sie noch Psychiatrie an ihrer einstigen sozialen Ausbildungsstätte.
Mai 1925 gründete sie das Erholungsheim Kinderkaten in Niehagen an der Ostsee, das vor allem erholungsbedürftige psychopathische Kinder aufnahm, die durch Schule und Großstadt angegriffen waren und daher in ihren Leistungen nachließen sowie der häuslichen Erziehung Schwierigkeiten bereiteten (Dötsch 1998, S. 87).
Ruth von der Leyen war rege in Schrift und Wort innerhalb der Psychopathenfürsoge tätig. Sie plädierte für die Eingliederung der Psychopathenerziehung in den größeren Rahmen der Heilpädagogik (Leyen 1931, S. 668) und forderte für die jugendlichen Psychopathen u. a. Heilpädagogische Erziehungsheime, Heilpädagogische Spielnachmittage, Beobachtungsstationen in psychiatrischen Kliniken sowie eine Heilpädagogische Erholungsfürsorge.
Die Wohlfahrtspflegerin hielt viele Vorträge in ganz Deutschland und forderte zu einer engen Zusammenarbeit der verschiedenen Fachdisziplinen innerhalb der Psychopathenfürsorge auf:
Ruth von der Leyen war damals in Deutschland eine Anregerin im großen Stil, der es als wissenschaftlicher Autodidaktin durch ihre leidenschaftlichen Interessen, ihre Unermüdlichkeit und Überzeugungskraft gelang, Universitätsprofessoren, darunter namhafte Ärzte, insbesondere Psychiater, Strafrechtler, Vormundschafts- und Jugendrichter, Mitglieder des 'Allgemeinen Fürsorgeerziehungstages' (AFET) und der 'Deutschen Vereinigung für Jugendgerichte und Gerichtshilfe' zu ihren Bundesgenossen zu machen (Siegel 1981, S. 37).
Ruth von der Leyen schied freiwillig aus dem Leben. Über den Grund ihres Suizids gibt es keine gesicherten Hinweise. Neueste Recherchen sprechen von einer Depression, unter der sie jahrelang litt, sowie von einer unglücklichen (nicht erwiderten) Liebe. Beigesetzt wurde sie auf dem Friedhof Wilmersdorf.

## Werke
- Wege und Aufgaben der Psychopathenfürsorge, in: ZfK, (1923), S. 37–49.
- Wege und Aufgaben der Psychopathenfürsorge II, in: Bericht über die dritte Tagung über Psychopathenfürsorge 1924, Berlin: Julius Springer 1925, S. 46–56.
- Wege und Aufgaben der Psychopathenfürsorge III, in: ZfK (1926), 448–463
- Wege und Aufgaben der Psychopathenfürsorge – IV, in: ZfK (1927), 527–541
- Sachverständigenkonferenz des Deutschen Vereins zur Fürsorge für jugendliche Psychopathen e.V. am 13. und 14. November 1925 in Berlin, in: ZfK (1926), 394–414
- Die Ausstellung “Fürsorge für psychopathische Kinder und Jugendliche bei der Gesolei” Düsseldorf 1926; ZfK (1926), 81–92
- Stätten für Beratung, Beobachtung und Unterbringung psychopathischer Kinder und Jugendlicher, in: ZfK (1927), 311–328
- Schutzaufsicht über psychopathische Kinder, Langensalza 1927
- Leyen, Ruth v. d.; Marcuse, Dora:Stätten für Beratung, Beobachtung und Unterbringung psychopathischer Kinder und Jugendlicher, in: ZfK (1928), 468–492
- Fürsorge für jugendliche Psychopathen in ausserdeutschen Ländern, in: Monatsschrift Deutscher Ärztinnen 4(1928), 143–147
- Die Berufsschwachen und Gefährdeten, in: Zentralinstitut für Erziehung und Unterricht (Hrsg.): Die Volksschülerin, Berlin 1927, S. 167–177.
- Psychopathenerziehung und Heilpädagogische Anstalten. In: Nohl, H./Pallat, L. (Hrsg.): Handbuch der Pädagogik. Band 5, Sozialpädagogik, Langensalza 1929, S. 149–164.
- Sachverständigen-Konferenzen des Deutschen Vereins zur Fürsorge für Jugendliche Psychopathen und der Deutschen Vereinigung für Jugendgerichte und Jugendgerichtshilfen. Dresden, 6./7. Juni 1930 – Einführung, in: ZfK (1930), 113–130
- Eingliederung der Fürsorge für jugendliche Psychopathen in Jugendrecht und Erziehung, in: Zeitschrift für Kinderforschung, Berlin 1931, Band 38